# عملية قادش
العملية قادش، هي عملية عسكرية قامت بها القوات الإسرائيلية بالتعاون مع القوات البريطانية والفرنسية لشن هجوم على القوات المصرية في شبه جزيرة سيناء في أكتوبر 1956، والتي تعتبر بداية للعدوان الثلاثي على مصر.

## أحداث العملية
في أكتوبر 1956 شنت القوات الإسرائيلية عملية قادش (الاسم الكودي لعملية الهجوم الإسرائيلية على سيناء أثناء العدوان الثلاثي) بالتعاون مع قوات بريطانية وفرنسية،
وفي المقابل كانت مصر على الجبهة وحدها إذ لم تشارك في هذه الحرب دول عربية أخرى، على الرغم من معاهدات الدفاع المشترك التي وقعت عليها مع مصر.
في هذا التوقيت لم تكن إسرائيل تملك قوات بحرية بالمعنى المفهوم إذ لم تكن عُدتها تتجاوز بضع من لنشات مسلحة.
وفي ساعة مبكرة من صباح اليوم الثالث لعملية قادش، وقعت المعركة البحرية المهمة الوحيدة في هذه الحرب حيث تعرضت الفرقاطة المصرية لمجموعة من السفن الفرنسية والإنجليزية امام الشواطئ المصرية وكانوا أكبر منها وأكثر منها قوة.... وهم بدءوا بالسؤال.... من أنت ؟
وهي إشارة معروفة لأهل البحر عند تقابل السفن الحربية مع بعضها لتعلن كل منها عن جنستها واسمها.... ولكن الوضع هنا لم يكن كذلك.... فالمياة مياهنا وامام شواطئنا..... فردت عليهم الفرقاطة إبراهيم.... بل من أنتم ؟
وتقول الرواية الإسرائيلية التي أوردتها عدة مصادر أن الفرقاطة المصرية (إبراهيم الأول) أبحرت في ساعة مبكرة من صباح 10 أكتوبر 1956 في خليج حيفا قادمة من بورسعيد ومزقت صمت الفجر بـ 220 طلقة أستهدفت بها ميناء حيفا ومصفاة النفط القريبة في عملية معدة من قبل على ما يبدو.
بدأ القصف في الساعة 3:30 صباحا تقريبا وأستمر لدقائق معدودات قبل أن تبدأ سفينة حربية فرنسية كانت راسية في الميناء في الرد على إطلاق النار بسرعة، لكن (إبراهيم الأول) أستطاعت الابتعاد بالإتجاه الشمالي الغربي تحت غطاء الظلام نحو مجموعة من السفن الأمريكية المحايدة.
وبعد أقل من نصف الساعة بدأت سفينتين بحريتين إسرائيليتين هما (إيلات، يافو) في البحث عن المدمرة المصرية.
وفي الخامسة صباحا تقريبا بدأت المعركة البحرية، وبعد تبادل الطلقات بدأت المدمرة المصرية في الابتعاد نحو بيروت، ولعدم التكافئ كانت النتيجة معروفة مسبقا فلم يكن معروفا الا المدفعية كسلاح، وعيار مدافع الفرقاطة المصرية لم يكن يزيد عن 4 بوصه وكانت مدافع العدو تصل إلى ضعف ذلك وتزيد 9 بوصه (أي ان الطفل الصغير يستطيع المرور من داخل ماسورة مدفعهم).
وفي الساعة 6:38 تقريبا تدخلت قوات الجو الإسرائيلية في المعركة وقامت طائرتان إسرائيليتان بقصف المدمرة فتم ضرب نظامها الكهربائي مما عطل أجهزة سيرها وحييد أسلحتها القتالية.. وخرجت المدمرة من المعركة.
وبالتالى بدأت الفرقاطة المصرية في الغرق وأمر قائدها طاقمه بالقفز في الماء لأنقاذ ارواحهم وبقى هو وحده.
وفي السابعة وعشر دقائق تقريبا وقبل غرق الفرقاطة تماما قفز إليها رجال من البحرية الإنجليزية ولأن السفينة إنجليزية الصنع استطاعوا قفل بلوف معينة وتم قطرها إلى الخلف إلى حيفا وتم المحافظة على السفينة عائمة ولكن في حالة يرثى لها.
وتم تسليم السفينة لأسرائيل وأسمتها (حيفا) فكانت تربطها على أحد ارصفة الميناء وترفع عليها العلم الإسرائيلي في أعلى وتحته العلم المصري للدلاله انها سفينة اسرت في معركة.
وبعد فترة غرقت الفرقاطة ولم تستطع إسرائيل أن تبحر بها مرة واحدة بالرغم من كل المجهود والمصاريف التي صرفتها على ذلك فقد كانت السفينة محطمة تماما.